# 河野三吉
河野 三吉（こうの さんきち、1882年(?) - 1922年（大正11年）2月8日）は、日本の海軍軍人。海軍航空草創期の搭乗員で海軍航空技術研究委員として米国で操縦技術を習得し、1912年（大正元年）11月2日、海軍機初飛行を成功させた。最終階級は海軍中佐。

## 生涯
東京出身。（東京）高等師範学校附属中学校を経て、海軍兵学校31期。河野らが卒業した1903年（明治36年）12月は既に日露戦争を目前とした時期で、遠洋航海は実施されず、翌年1月には各艦艇に配属となった。
海軍将校
黄海海戦時は｢千歳｣乗組みであったと推定され、｢戦闘記従事中手写」を作成した。この手写はロシア太平洋艦隊の様子を絵にしたものである。翌年には同艦乗組み少尉として日本海海戦を戦った。戦後は水雷艇艇長などを務めたのち、海軍大学校選科学生となる。在学中の1912年（明治45年）5月17日付で、海大校長の八代六郎に対し「水上飛行機ニ依ル飛行術修技請願ノ件」を提出した。同年6月に山路一善を委員長とする海軍航空技術研究委員会が設置され、実地研究にあたる者として山田忠治（海兵33期）、海軍機関学校15期の中島知久平、そして河野らが選ばれた。三名は7月に米国に派遣され、操縦技術や機体整備、機体製作を学んだ。こうして河野は相原四郎、金子養三に次ぐ日本海軍搭乗員となる。
当時駐独大使館附武官であった山本英輔は同年11月に実施予定の観艦式に飛行機を参加させることを図り、仏国で操縦技術を学んでいた金子養三はファルマン機、河野はカーチス・エアロプレーン・アンド・モーター・カンパニー機を購入して日本へ戻る。11月2日、河野はカーチス機に搭乗して十数分の試験飛行を行い、6日には金子がファルマン機で飛行する。この両人の飛行が日本海軍機の初飛行である。11日、両人は観艦式において飛行を成功させた。河野の搭乗員暦は3ヶ月ほどであり、河野本人も自信に満ちていたわけではなく、周囲に不安視する向きもあったなかでの成功であった。
同年12月からは練習操縦将校1期生四名に対する本格的な操縦練習が行われ、金子、山田が教官として指導にあたる。河野は艦政本部に配属となった。翌年（大正2年）5月山路一善を団長とする欧米各国の航空界に対する視察団が派遣され、井上二三雄と共に参加している。この山路視察団の報告は下士官を搭乗員に採用することが始まるなど海軍航空を啓発するところが大きかったとされ、雨倉孝之は河野が大きく貢献しているであろうとしている。1914年（大正3年）には第一次世界大戦が勃発し、日本海軍航空部隊は初陣を迎え、河野は10月に先発隊を追って出征した。航空部隊指揮官は山内四郎、先任将校金子養三、部隊総員87名であり、｢エムデン｣の青島不在を確認、青島要塞爆撃などを行い出動回数は49回であった。
戦後の河野は1918年（大正7年）の吉田清風を団長とする軍事視察団に参加して欧米各国を視察。教育本部部員、艦政本部員、そして日本で最初の航空研究機関となる海軍航空機試験所（のち海軍技術研究所航空研究部から海軍航空技術廠へ発展）の初代所長を務め現役のまま死去した。
海軍航空発祥之地碑文

## 栄典
- 1904年（明治37年）10月10日 - 正八位[13]

## その他
- 高等師範学校を卒業し、同校の英語教員になった平田禿木は、附属中の河野に英語を教えたという。物静かだが落ち着いており、長く級長を務めていたこと、「チブスか何かで若死をした」こと、かつて文部大臣を務めた河野敏鎌の実子であること等を随筆に書いている[14]。
- 三女フミ子（明治41年8月生れ）は宮川攻次に嫁いだ[15]。